# La Ville de Paris (dirigeable)
Pour les articles homonymes, voir Ville de Paris.
La Ville de Paris est un dirigeable construit en 1906 pour Henry Deutsch de la Meurthe par Édouard Surcouf.

## Spécifications
Le dirigeable était équipé d'un moteur à pistons quatre-cylindres Chenu de 52 kW (70 ch) entrainant une hélice bipale Voisin frères de 6 mètres de diamètre.

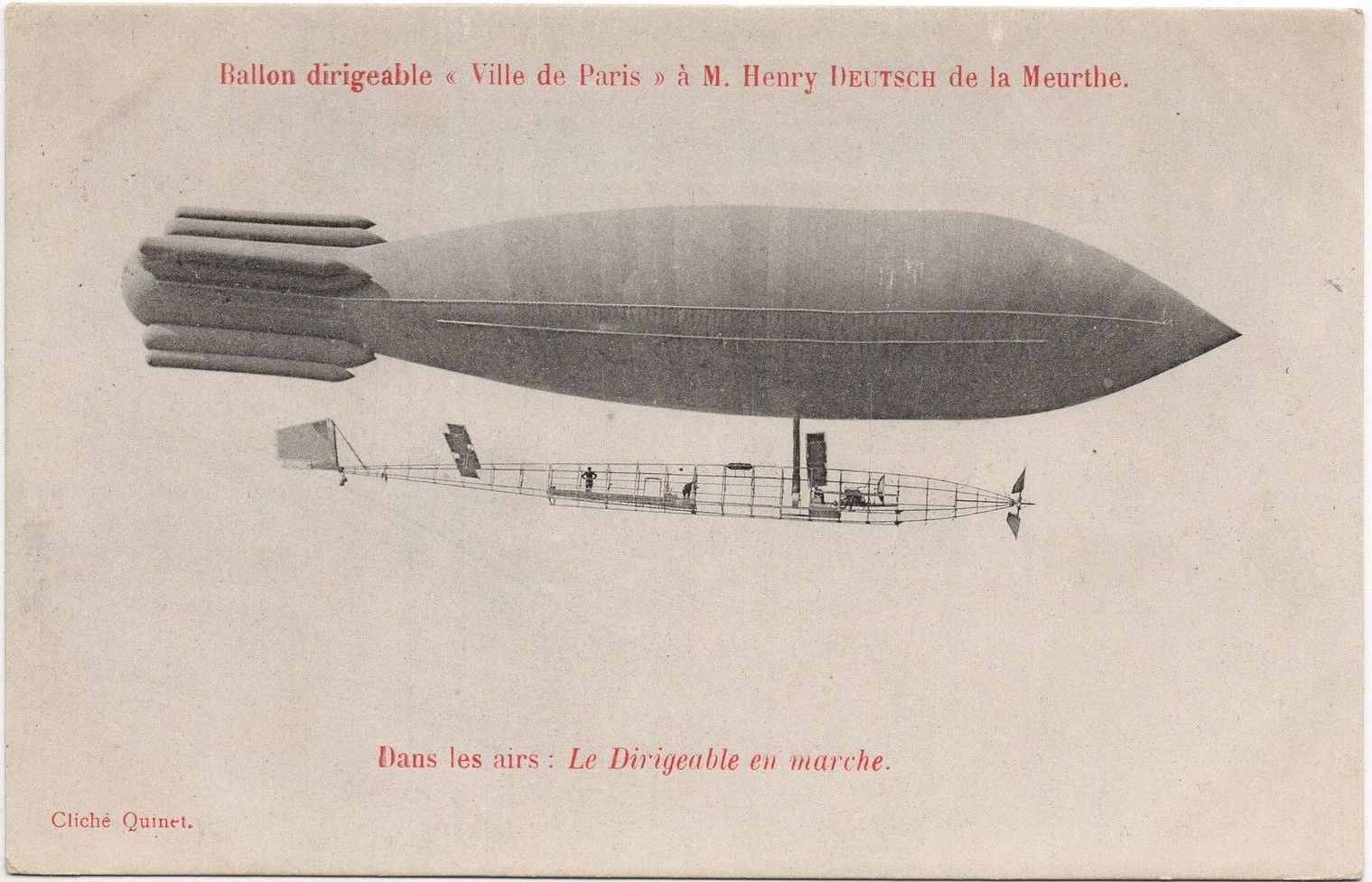
La Ville de Paris « dans les airs ».